# 71-623
71-623 согласно Единой нумерации, также известен как КТМ-23. За оранжевый заводской окрас прозван «Морковка» — пассажирский, односторонний моторный четырёхосный трамвайный вагон с переменным уровнем пола производства Усть-Катавского вагоностроительного завода. Выпускается с 2009 года. За 15 лет изготовлено 563 серийных экземпляра.
По состоянию на 21 ноября 2024 года трамваи данной модели эксплуатируются в 22 городах России, а также в Казахстане (в Павлодаре), Латвии (в Даугавпилсе), Украине (в Енакиево).

## История создания
В августе 2006 года Усть-Катавский вагоностроительный завод имени С. М. Кирова отправил в Москву опытный экспериментальный образец трамвайного вагона модели 71-630 для прохождения испытаний. На опытном вагоне был применён асинхронный привод производства фирмы «Канопус» с тяговыми двигателями ТАД-21. В дальнейшем асинхронный привод, электронное табло и другие новшества данной модели стали применяться на новой модификации серийных вагонов 71-619А. Модель 71-630 была разработана по пожеланиям Москвы и с целью использования в проектируемой системе «скоростного трамвая».

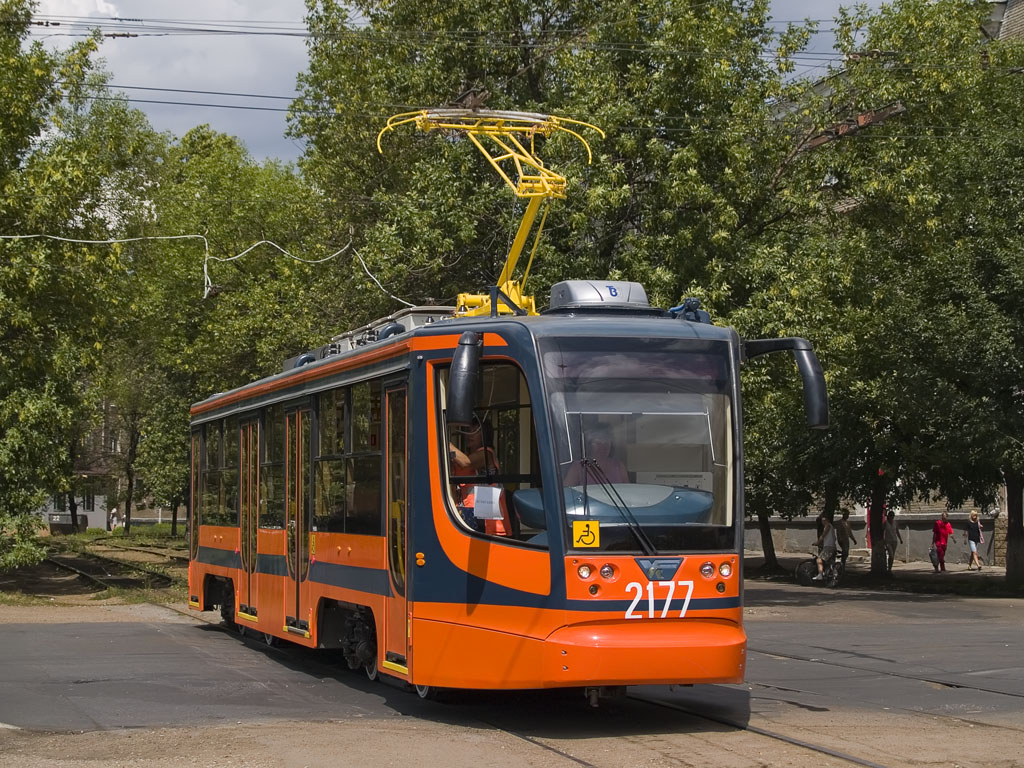
Вагон с заводским № 1 на обкатке в Уфе (24 июля 2009 года)

Также из данного модельного ряда было предложено строительство одиночного одностороннего четырёхосного трамвайного вагона с возможностью работы по СМЕ для обыкновенных трамвайных линий, который получил обозначение 71-623. Несмотря на единый модельный ряд и схожесть с 71-630, модель 71-623 разрабатывалась заново, так как вагон 71-630 имел много недочётов и проблем в эксплуатации, которые было решено исправить на новом вагоне. В результате была усовершенствована тележка, изменён внешний вид, салон и многое другое.

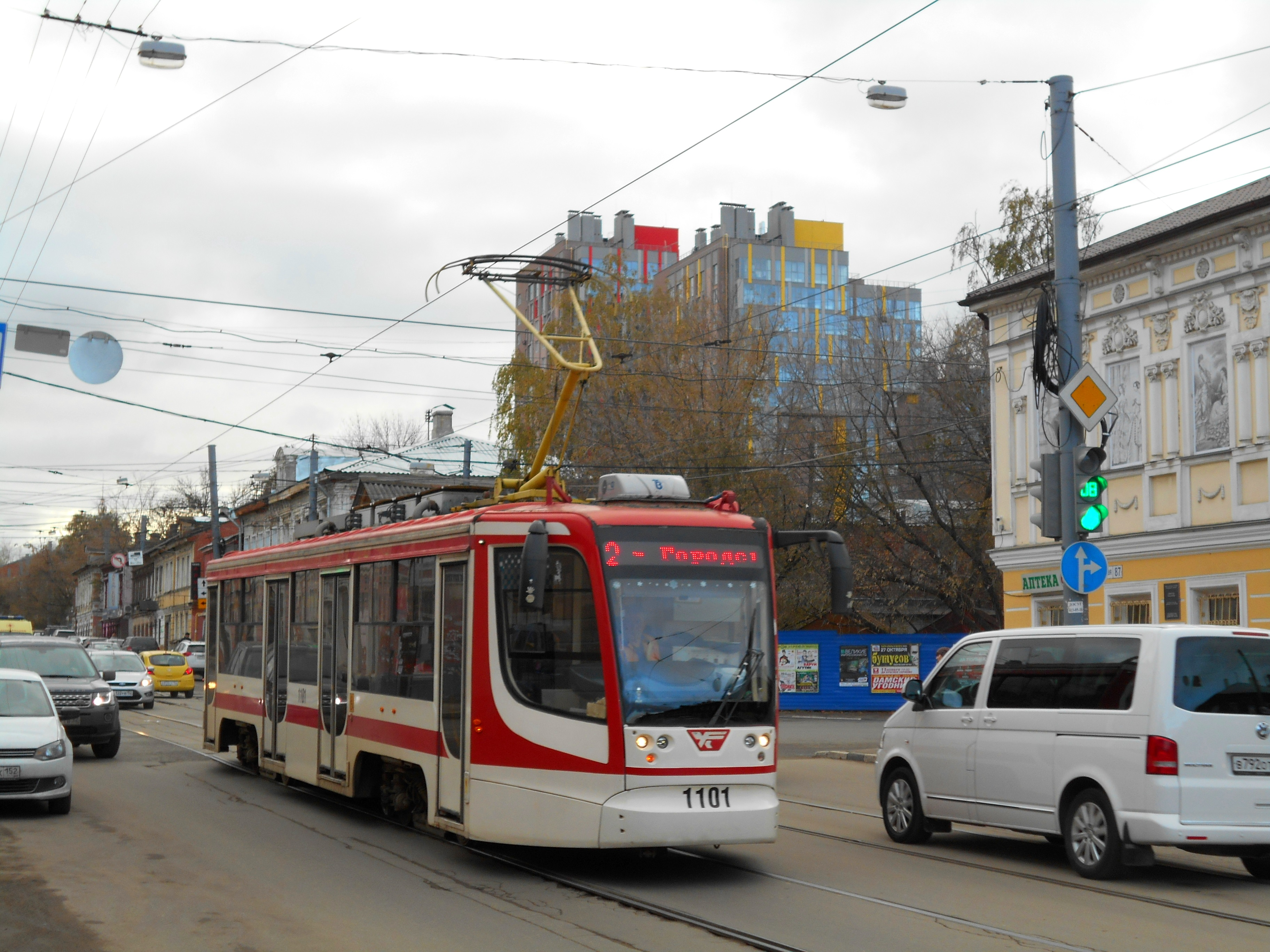
Вагон с заводским № 2 на маршруте в Нижнем Новгороде (15 октября 2015 года)

Первые два вагона должны были поступить в Москву в 2008 году, для испытаний работы по СМЕ, однако разработка и строительство задержались. В 2009 году оба вагона были полностью завершены, и УКВЗ должен был отправить по одному вагону в Москву и Санкт-Петербург для проведения испытаний, однако ни в Москву, ни в Санкт-Петербург опытные экземпляры не добрались, так как города, якобы, отказались: Петербург по каким-то причинам не смог договориться с заводом, а Москву не устроила узкая передняя дверь, которая увеличивает время посадки пассажиров. 

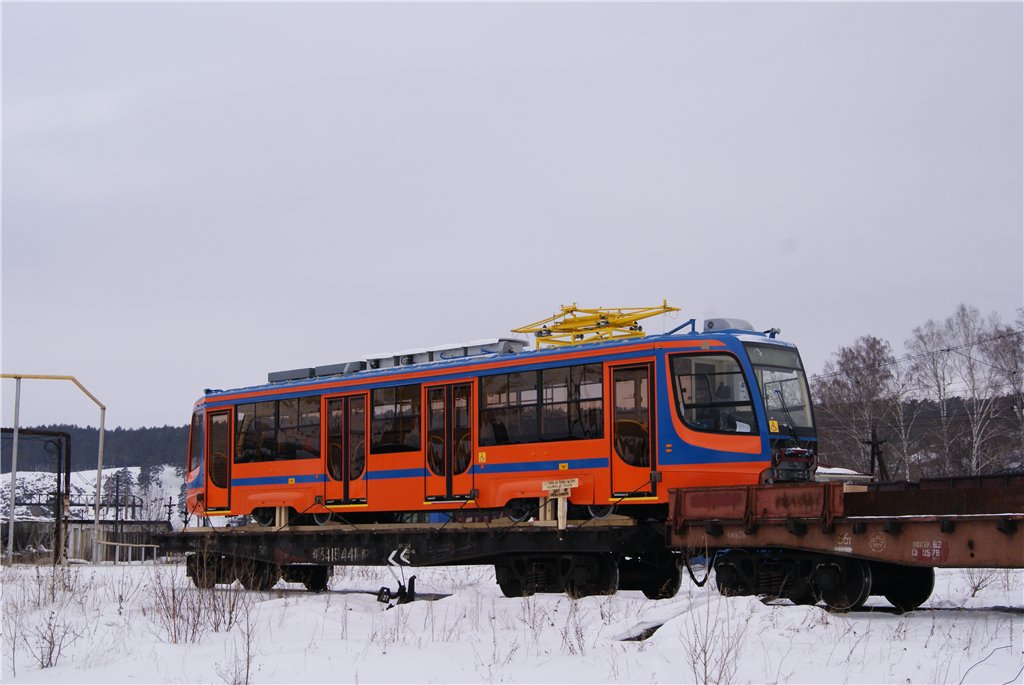
Вагон 71-623-01 зав. № 00018 готовится для отправки в Пермь
(30 января 2011 года)

 В результате вместо Санкт-Петербурга и Москвы вагоны попали в Нижний Новгород и Уфу, где и работают до настоящего времени.
Третий серийно выпущенный вагон, получивший обозначение 71-623.01, с января по сентябрь 2010 года испытывался в Краснопресненском депо Москвы, однако в регулярную эксплуатацию принят не был и по окончании испытаний передан в Пермь. Четвёртый заводской вагон был приобретён Краснодаром в марте 2010 года, пятый — Нижнекамском в апреле 2010 года. Первая массовая крупная поставка состоялась в 2011 году — 19 вагонов было закуплено Смоленском к 1150-летию города.

## Конструкция

### Кузов

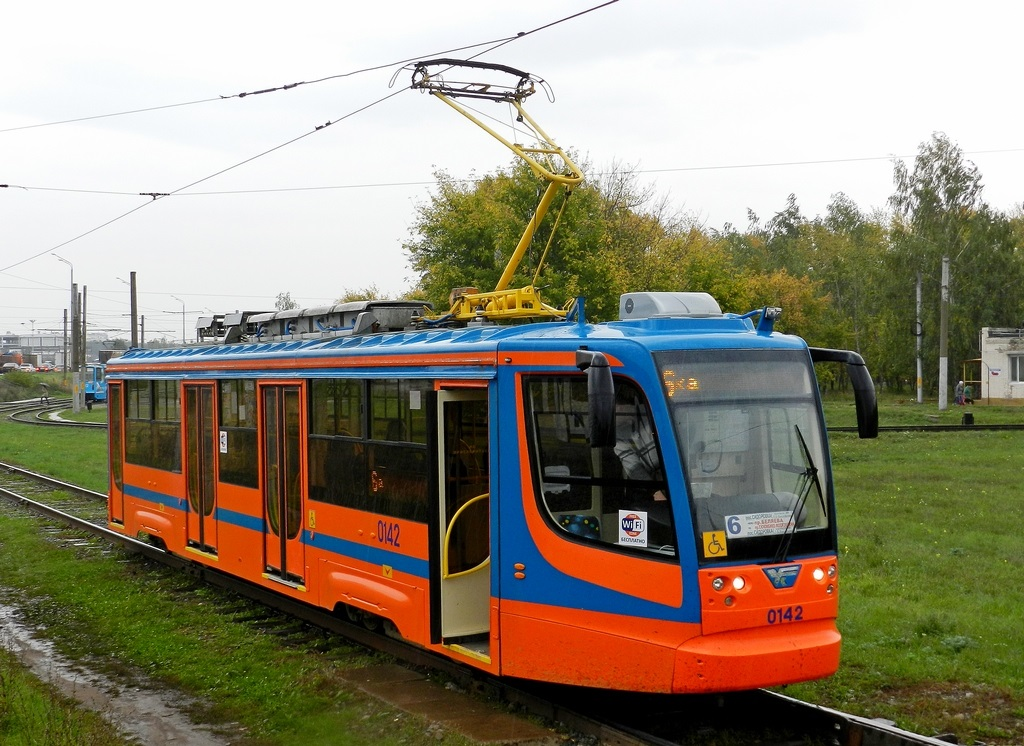
Вагон 71-623-02 в Набережных Челнах, вид спереди справа

Кузов вагона — с цельносварным несущим каркасом, выполнен из полых элементов — труб квадратного и прямоугольного сечения, а также специальных гнутых профилей.
Передняя и задняя стенка кузова имеют гладкую изогнутую выпуклую форму, близкую к вертикальной, и по ширине несколько уже его основной части. По сравнению с 71-619, форма лобовой и хвостовой стенки стала более обтекаемой, в нижней части появился выпуклый выступ. Спереди на уровне ниже лобового стекла трамвай имеет по две небольшие круглые фары, расположенные под углом, а снизу между ними имеются огни указателей поворота меньшего размера. Задняя стенка трамвая имеет заднее салонное стекло, ниже его уровня с каждой стороны имеется по четыре круглых светосигнальных лампы, которые расположены попарно друг над другом под небольшим наклоном: вверху — оранжевые поворотные по краям и белые заднего хода ближе к центру; внизу — оранжевые хвостовые габаритные по краям и красные тормозные ближе к центру.
Боковые стенки трамвая гладкие и вертикальные, в передней и задней части трамвая имеют изгибы с сужениями. Вагоны базовой модели и всех модификаций, за исключением 623-03 — односторонней планировки, с четырьмя дверями по правому борту, по левому борту двери отсутствуют. Трамваи модификации 623-03 имеют кузов двусторонней планировки с тремя дополнительными дверями по левому борту, расположенными напротив первой, третьей и четвёртой правых дверей. Двери автоматические со створками поворотного типа. В передней и задней части трамвая крайние двери одностворчатые с узким проёмом шириной 720 мм, в средней части — двустворчатые с широким проёмом шириной 1200 мм. Каждому широкому дверному проёму справа соответствует расположенное напротив него широкое окно, а узкому дверному проёму — более узкое. Слева боковая стенка в зоне широкой части кузова имеет 9 окон (из них 7 широких, а переднее и заднее — узкое), справа — по два широких окна между одностворчатой и двустворчатой дверями и одно широкое между двустворчатыми. Все широкие окна снабжены форточками. В зоне сужений боковых стенок спереди и сзади трамвая также имеется по одному окну, в передней части пространство между ними занимает кабина управления.

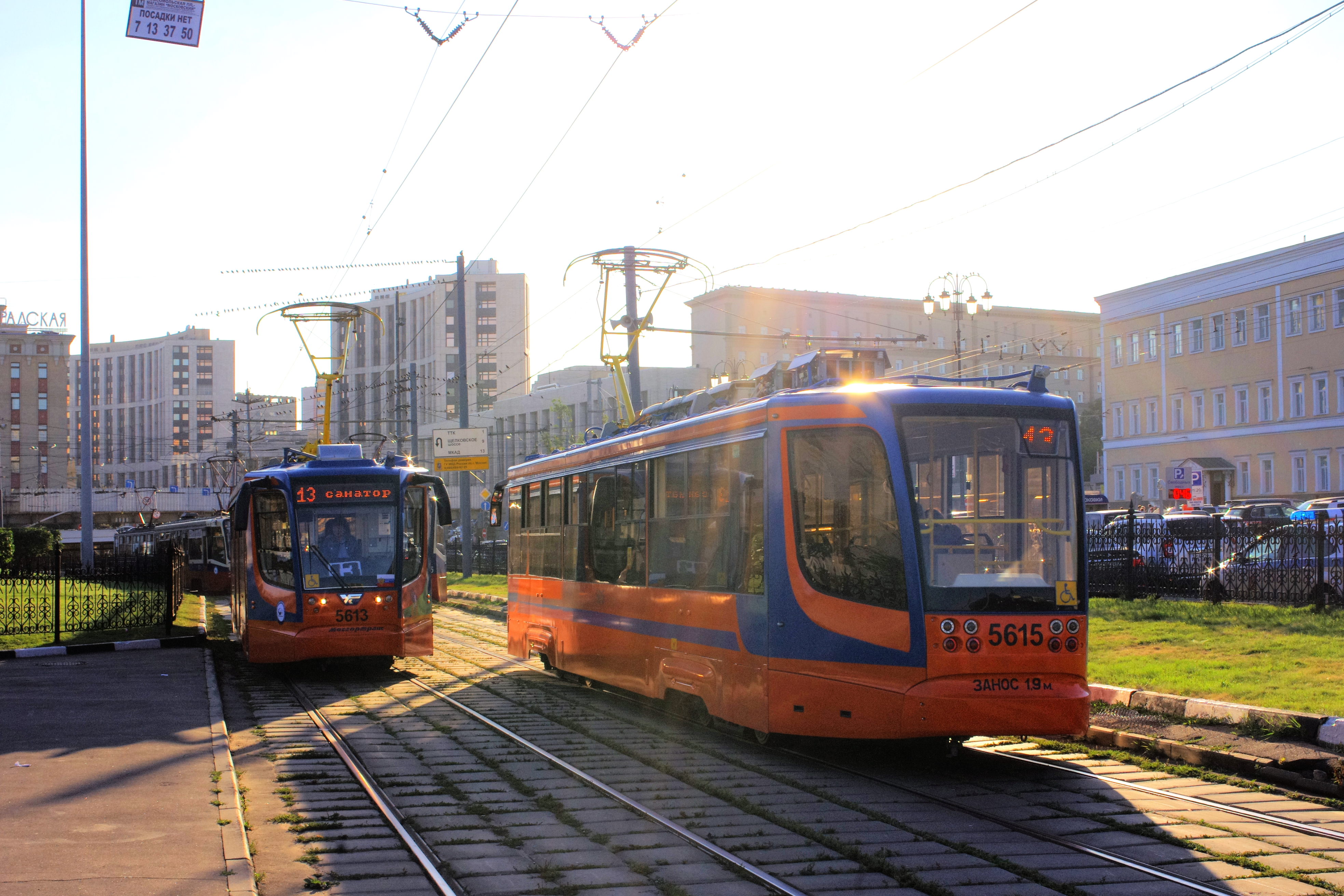
Вагон 71-623, вид сзади слева

### Интерьер

#### Пассажирский салон

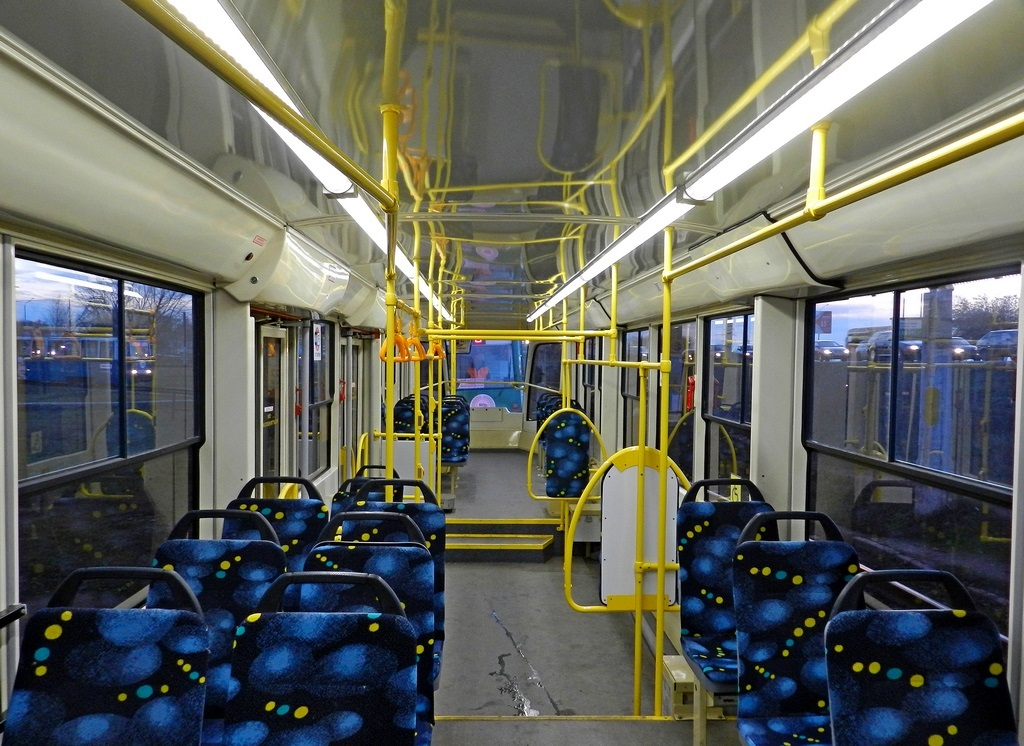
Салон — вид назад

Уровень пола пассажирского салона переменный: в крайних частях кузова имеет высоту 760 мм над уровнем головки рельса, в средней части — 370 мм. Доля низкого пола — более 40 %. Переход от высокого пола к низкому реализован в виде двух ступеней. Широкие дверные проёмы и накопительные площадки в низкопольной части вагона позволяют увеличить скорость посадки-высадки и создать комфортные условия для пассажиров с детьми и инвалидов.
В салоне размещено 30 мест для сидения. В более новых моделях 71-623-04 (Выпуск для Хабаровска) - 32 места. Общая вместимость достигает 186 (или 188) человек при полной загрузке 8 чел/м2. Освещение выполнено двумя световыми линиями со светодиодами. Принудительная вентиляция осуществляется через отверстия в крыше вагона, естественная — через форточки и открытые двери. Отопление производится при помощи электропечей, расположенных вдоль боковых стен.

### Тележки
Кузов вагона опирается на две поворотные тележки типа 630.0.01 (631.0.01 — в модификации 71-623-02). Трамвайные тележки с двухступенчатым подрессориванием. Тележки отвечают требованиям ЕЭК ООН по уровню шума и вибрации.
Первая ступень рессорного подвешивания — осевые рессоры, расположена между рамой тележки и буксовым узлом на оси колёсной пары, — позволяет снизить ударные нагрузки от рельсового пути на подрессоренные массы тележки. Между рамой тележки и шкворневой балкой в поворотной тележке размещена вторая ступень рессорного подвешивания. Параллельно пружинам и резинометаллическим амортизаторам установлены наклонные гидравлические гасители колебаний, которые улучшают комфортность проезда пассажиров. Тяговые усилия от рамы тележки на шкворневую балку передаются поводками. На передней тележке установлен путеочиститель, защищающий оборудование вагона. Тяговый редуктор выполнен двухступенчатым цилиндрическим с эвольвентным зацеплением. Для передачи крутящего момента от выходного вала редуктора на ось колёсной пары разработана специальная эластичная муфта, что позволило снизить неподрессоренную массу до 700 кг. Диаметр колёса по кругу катания — 620 мм. Применены колёса с концентричным расположением амортизаторов между ступицей и бандажом.
За счёт малых габаритов асинхронных двигателей удалось вместо карданного вала и жёстко связанного с осью колёсной пары редуктора применить цилиндрический редуктор с полым выходным валом с эластичной муфтой цилиндрической формы с двумя фланцами. Внутри полости выходного вала редуктора и муфты находится ось колёсной пары с зазорами необходимой величины, при этом один фланец муфты прикреплён к выходному валу редуктора, другой — к оси колёсной пары. Таким образом, муфта передаёт крутящий момент от подрессоренного мотор-редукторного блока на ось колёсной пары. Данное решение позволило снизить неподрессоренную массу тележки до 700 кг, а также повысить КПД механической передачи.

### Электрооборудование

#### Токоприёмник
Питание силовых цепей вагона производится от верхней контактной сети через установленный в передней части крыши полупантограф типа 630.29.00.000. В новых (вышеуказанной поставки 71-623-04) полупантограф марки SOLO. На некоторых вагонах вместо полупантографа устанавливался обычный пантограф или токосъемная штанга, подобные трамваи используются в Даугавпилсе. Для возможности эксплуатации вагонов по системе многих единиц с одним токоприёмником через крышу проходит электрический кабель, заканчивающийся контактами для соединения с другим вагоном.

#### Тяговые инверторы
Основная часть электрооборудования расположена под кузовом вагона. Поступающий от контактной сети постоянный ток напряжения 550 В перед подачей на электродвигатели преобразуется в переменный ток регулируемого напряжения и частоты с помощью тяговых инверторов, на которые поступают управляющие сигналы из кабины водителя от микропроцессорной системой управления (МПСУ). На вагоне предусмотрено дистанционное включение/отключение тяговых инверторов по высоковольтным цепям из кабины водителя с автоматическим отключением в аварийных ситуациях, дистанционное отключение тяговых электродвигателей любой тележки и аварийное движение на одной тяговой тележке.

#### Тяговые электродвигатели
На вагоне применены асинхронные тяговые двигатели ТАД-21 с питающим напряжением 400 В, номинальной частотой тока 50 Гц, номинальной синхронной частотой вращения 1500 об/мин и мощностью 50 кВт. Двигатели выполнены на современной элементной базе и обеспечивают хорошие энергетические и динамические характеристики. Привод каждой колёсной пары индивидуальный. В тормозном режиме предусмотрена возможность рекуперации электроэнергии в контактную сеть. Применены асинхронные тяговые двигатели, имеющие меньшие массогабаритные показатели, более надёжные в эксплуатации и значительно проще в обслуживании.

#### Система управления
Микропроцессорная система управления со внешним интерфейсом CAN обеспечивает информирование водителя о правильности функционирования основных составных частей комплекта при движении и обслуживающего персонала при поиске возможных неисправностей, сбор и хранение информации о действиях водителя, параметрах движения вагона и функционировании тягового привода. На панели управления в кабине водителя установлен ТFT-дисплей с отображением действительных параметров всех систем вагона (двух вагонов поезда при работе по СМЕ). Контроллер водителя сообщён с микропроцессорной системой управления посредством блока сопряжения контроллера водителя. При эксплуатации трамваев по системе многих единиц их цепи управления соединяются межвагонными кабелями через розетки в лобовой стенке заднего и хвостовой стенке переднего трамвая, которые обычно прикрыты съёмными панелями.

#### Вспомогательное электрооборудование
Питание цепей управления и вспомогательного оборудования осуществляется от аккумуляторных батарей и статического преобразователя напряжения БП-3Г постоянного тока 24 В (48 В) и переменного тока 380/220 В с частотой 150…400 Гц. Аккумуляторная батарея обеспечивает на некоторое время работу систем отопления и освещения в салоне при отсутствии питания от контактной сети, а также позволяет трамваю двигаться с минимальной скоростью в аварийном режиме для возможности заезда под контактную сеть в случае остановки в зоне токораздела.

### Тормоза
Вагон оборудован электродинамическим рекуперативно-реостатным, механическим дисковым и электромагнитным рельсовым тормозами. Механический дисковый тормоз имеет реечный привод. Электрическое оборудование вагона обеспечивает служебное электродинамическое рекуперативное торможение от максимальной скорости до нулевой, с автоматическим переходом к реостатному торможению и обратно при превышении напряжения в контактной сети более 720 В, автоматическую защиту от разгонного буксования на участках пути с ухудшенными условиями сцепления колёс с рельсами.

### Другое
Трамвайный вагон оборудован радиотрансляционной установкой, звуковой и световой сигнализацией, защитой от радиопомех и грозы, а также розетками междувагонных соединений, песочницами и механической сцепкой.
На вагоне установлена информационная система, состоящая из четырёх информационных табло (спереди, сзади, по правому борту у передней двери и в салоне) и автоинформатора. Управление информационной системой осуществляется централизованно из кабины водителя.

## Модификации
| Модификация  | Фото                | Годы выпуска               | Количество построенных экземпляров | Эксплуатация | Особенности |
| ------------ | ------------------- | -------------------------- | ---------------------------------- | --- | --- |
| 71-623-00    |                     | 2009, 2011                 | 59                                 | Опытные:Уфа, Нижний Новгород. Серийные: Пермь, Смоленск, Хабаровск, Самара. | Ходовые тележки 630.0.01, узкие первая и последняя дверь, электрооборудование "Канопус"                                                                                    |
| 71-623-01    |                     | 2009—2011                  | 25                                 | Серийные: Смоленск, Пермь, Нижнекамск, Краснодар, Коломна, Хабаровск. | Ходовые тележки 630.0.01, увеличенные первая и последняя дверь, изменённый размер кабины                                                                                   |
| 71-623-02    |                     | 2012-2016                  | 165                                | Серийные (без крышевых фальшбортов): Павлодар, Даугавпилс, Москва, Набережные Челны, Тула, Нижнекамск, Краснодар, Коломна, Хабаровск, Уфа, Смоленск, Санкт-Петербург, Старый Оскол, Челябинск, Енакиево. Серийные (с крышевыми фальшбортами): Нижнекамск. | Ходовые тележки 631.0.01, узкие первая и последняя дверь, электрооборудование "Канопус". Вагоны 2016 года выпуска оснащены информационной системой ИР-650 и мониторами ПТV |
| 71-623-02.01 | (Нужно изображение) | 2015—2016, 2017, 2018-2020 | 60                                 | Серийные: Магнитогорск, Самара , Енакиево | Электрооборудование "Чергос" |
| 71-623-02.02 | (Нужно изображение) | 2015—2016, 2018            | 30                                 | Серийные: Казань, Магнитогорск, Хабаровск. | Электрооборудование "ЭПРО" |
| 71-623-03    |                     | 2015—2016, 2018            | 30                                 | Серийные: Санкт-Петербург, Енакиево. | Модификация с дверьми по обеим сторонам для работы в качестве вагонов-челноков. Электрооборудование "Чергос"                                                               |
| 71-623-03.01 |                     | 2015—2016                  | 6                                  | Серийные: Санкт-Петербург, Енакиево. Серийные (прошедшие КР):Енакиево. | Модификация с дверьми по обеим сторонам для работы в качестве вагонов-челноков.Электрооборудование "ЭПРО"                                                                  |
| 71-623-04    |                     | 2019 — н.в.                | 158                                | Серийные: Краснодар, Новокузнецк, Челябинск, Хабаровск, Магнитогорск. | Электрооборудование "АСК".С 2024 года УКВЗ начал применять новые маски от 71-628-01 и устанавливать видоизменённый крышевой фальшборт.                                     |
| 71-623-04.01 |                     | 2021 — 2022                | 60                                 | Серийные: Челябинск, Магнитогорск. | Электрооборудование "Чергос" |

Производственная программа УКВЗ по выпуску вагонов 71-623:
| Год  | 71-623-00                                     | 71-623-00          | 71-623-01   | 71-623-01          | 71-623-02                                           | 71-623-02          | 71-623-03   | 71-623-03          | 71-623-04                      | 71-623-04          | Итог |
| Год  | Зав. номера                                   | Количество вагонов | Зав. номера | Количество вагонов | Зав. номера                                         | Количество вагонов | Зав. номера | Количество вагонов | Зав. номера                    | Количество вагонов | Итог |
| ---- | --------------------------------------------- | ------------------ | ----------- | ------------------ | --------------------------------------------------- | ------------------ | ----------- | ------------------ | ------------------------------ | ------------------ | ---- |
| 2009 | 001-002                                       | 2                  | 003         | 1                  |                                                     |                    |             |                    |                                |                    | 3    |
| 2010 |                                               |                    | 004-017     | 14                 |                                                     |                    |             |                    |                                |                    | 14   |
| 2011 | 003-022, 024, 026—034, 036-056, 058, 061, 062 | 57                 | 018-025     | 8                  | 035,                                                | 1                  |             |                    |                                |                    | 63   |
| 2012 |                                               |                    |             |                    | 023, 025, 059, 060, 063—094, 096—099, 101, 102, 104 | 43                 |             |                    |                                |                    | 43   |
| 2013 |                                               |                    |             |                    | 057, 100, 103, 105—171                              | 70                 |             |                    |                                |                    | 70   |
| 2014 |                                               |                    |             |                    | 172-176, 179—186, 189—191, 194—200, 202, 208—210    | 30                 |             |                    |                                |                    | 30   |
| 2015 |                                               |                    |             |                    | 177, 178, 188, 192, 193, 201, 203—207               | 11                 | 226—237     | 12                 |                                |                    | 23   |
| 2016 |                                               |                    |             |                    | 211-224, 242—279                                    | 56                 | 238—241     | 4                  |                                |                    | 60   |
| 2017 |                                               |                    |             |                    | 225, 280                                            | 2                  |             |                    |                                |                    | 2    |
| 2018 |                                               |                    |             |                    | 281—295                                             | 15                 | 296—315     | 20                 |                                |                    | 35   |
| 2019 |                                               |                    |             |                    | 316—323, 325, 327—331, 333                          | 15                 |             |                    | 324, 326, 332, 334—361         | 31                 | 46   |
| 2020 |                                               |                    |             |                    | 405-413                                             | 9                  |             |                    | 362-396, 398—404               | 42                 | 51   |
| 2021 |                                               |                    |             |                    |                                                     |                    |             |                    | 397, 414—487                   | 79                 | 79   |
| 2022 |                                               |                    |             |                    |                                                     |                    |             |                    | 488—535                        | 48                 | 48   |
| 2023 |                                               |                    |             |                    |                                                     |                    |             |                    | 536, 537                       | 2                  | 2    |
| 2024 |                                               |                    |             |                    |                                                     |                    |             |                    | 538—543, 549, 560—563, 578—583 | 46                 | 46   |
| 2025 |                                               |                    |             |                    |                                                     |                    |             |                    | 584                            | 1                  | 1    |

## Родственные модели
На основе базовой модели 71-623 конструкторами Усть-Катавского вагоностроительного завода была разработана целая серия моделей.
- 71-624 представлял собой проект двухстороннего частично низкопольного и шестидверного трамвая. В 2009 году были заложены кузова, закончены не были, в 2013 году проект был отменён, а оба кузова были переоборудованы в 71-623-02 и работают в Москве.
- 71-625 — полностью низкопольный вагон на базе принципиально новых тележек. Он не пошёл в серию, документация была выкуплена и на её базе был запущен в серию трамвай модели 71-911.
- 71-631 — шестиосный сочленённый частично низкопольный вагон, спроектированный на базе 71-623 и 71-630.

| Серия 71-6ХХ:           | Серия 71-6ХХ:           | Серия 71-6ХХ:                         | Серия 71-6ХХ:              |
| ----------------------- | ----------------------- | ------------------------------------- | -------------------------- |
| 71-623 (базовая модель) | Рекламный буклет 71-624 | 71-625 (полностью низкопольный вагон) | 71-631 (сочленённый вагон) |

## Эксплуатирующие города
Вагоны 71-623 можно встретить во многих городах России, а также в Казахстане, Латвии и Украине (Еталон TR3100).
По состоянию на 31 декабря 2022 года наибольшее число вагонов данной модели эксплуатируются в Краснодаре — 120 единиц, Магнитогорске — 69 единиц, Москве — 56 единиц, Перми — 45 единиц, Новокузнецке — 39 единиц и Челябинске — 31 единица.
| Страна    | Город            | Эксплуатирующая организация                                                              | Количество (всех модификаций)           | Мод. −00 | Мод. −01 | Мод. −02 | Мод. −03 | Мод. −04 |
| Россия    | Волгоград        | МУП «Метроэлектротранс»                                                                  | 20                                      | -        | -        | -        | 20       | -        |
| Россия    | Казань           | МУП «Метроэлектротранс»                                                                  | 22                                      | -        | -        | 22       | -        | -        |
| Россия    | Коломна          | ГУП МО «Мособлэлектротранс»                                                              | 7                                       | -        | 1        | 6        | -        | -        |
| Россия    | Краснодар        | МУП «Краснодарское ТТУ»                                                                  | 120                                     | -        | 1        | 20       | -        | 99       |
| Россия    | Магнитогорск     | МП «Маггортранс»                                                                         | 69                                      | -        | -        | 39       | -        | 36       |
| Россия    | Москва           | Трамвайное управление ГУП «Московский метрополитен»                                      | 56                                      | -        | -        | 56       | -        | -        |
| Россия    | Набережные Челны | ООО «Электротранспорт»                                                                   | 20                                      | -        | -        | 20       | -        | -        |
| Россия    | Нижнекамск       | ГУП «Горэлектротранспорт»                                                                | 8                                       | -        | 2        | 6        | -        | -        |
| Россия    | Нижний Новгород  | МУП «Нижегородэлектротранс»                                                              | 1                                       | 1        | -        | -        | -        | -        |
| Россия    | Новокузнецк      | ОАО «Муниципальное трамвайно-троллейбусное предприятие Новокузнецкого городского округа» | 39                                      | -        | -        | -        | -        | 39       |
| Россия    | Новосибирск      | МКП «ГЭТ»                                                                                | 1                                       | 1        | -        | -        | -        | -        |
| Россия    | Пермь            | МУП «Пермгорэлектротранс»                                                                | 46 (1 сгорел, 1 сгорела кабина)         | 38       | 6        | -        | -        | -        |
| Россия    | Самара           | МП «Самарское ТТУ»                                                                       | 21                                      | 1        | -        | 20       | -        | -        |
| Россия    | Санкт-Петербург  | Горэлектротранс                                                                          | 11                                      | -        | -        | 3        | 8        | -        |
| Россия    | Смоленск         | «МУТТП»                                                                                  | 19                                      | 7        | 12       | -        | -        | -        |
| Россия    | Старый Оскол     | ОАО «Скоростной трамвай»                                                                 | 2                                       | -        | -        | 2        | -        | -        |
| Россия    | Таганрог         | МУП «ТТУ»                                                                                | 5                                       | -        | -        | 5        | -        | -        |
| Россия    | Тула             | Тульский трамвай                                                                         | 10 (переданы из Москвы)                 | -        | -        | 10       | -        | -        |
| Россия    | Уфа              | МУП «УЭТ»                                                                                | 5                                       | 1        | -        | 4        | -        | -        |
| Россия    | Хабаровск        | МУП «ГЭТ»                                                                                | 25(27)                                  | 4(6)     | 1        | 9        | -        | 11       |
| Россия    | Челябинск        | ООО «ЧелябГЭТ»                                                                           | 31                                      | -        | -        | 1        | -        | 30       |
| Украина   | Енакиево         | МУП «ТТУ»                                                                                | 13(3) (10 передано из Санкт-Петербурга) | -        | -        | 5        | 8        | -        |
| Казахстан | Павлодар         | АО «ТУ Павлодара»                                                                        | 7                                       | -        | -        | 7        | -        | -        |
| Латвия    | Даугавпилс       | «Daugavpils satiksme»                                                                    | 8                                       | -        | -        | 8        | -        | -        |
| Латвия    | Рига             | «Rīgas satiksme»                                                                         | 527(528)                                | 54(58)   | 23       | 204      | 36       | 214      |

## Случаи в эксплуатации
- 27 сентября 2011 года — на территории трамвайного депо «Балатово» в Перми практически полностью сгорел только что привезённый с завода новый вагон (71-623-00 № 528). Причиной пожара стала неисправность электроконвектора — оборудования, используемого для отопления салона[18].
- 15 сентября 2013 года (около 14:30) — также на территории трамвайного парка «Балатово» в Перми загорелся вагон № 578, в результате пожара у трамвая полностью выгорела кабина[19]. В начале апреля 2014 года вагон был отправлен на ремонт на УКВЗ, но после ремонта не эксплуатировался. В июле 2015 года вагон был списан
- 29 апреля 2016 года — на Енисейской улице в Москве загорелся вагон № 2613[20].
- В Самаре с 5 октября 2014 года на линии работает трамвайный вагон 71-623 (бортовой номер 928) имени Антона Буслова[21].

- В 2013 году в Коломну прибыл вагон в оранжево-серой окраске, позже его перекрасили в оранжево-синий цвет, как и другие пять.
- 2 ноября 2022 года в Енакиево столкнулись два вагона ( 7504 и 7505). Столкновение вагонов произошло по причине отказа рельсовых тормозов и отсутствия подачи песка в вагоне 7505. Вагон 7505 стал донором запчастей. В 2022-2023 годах хотели отправить на УКВЗ, но ремонт оказался нерентабельным. Оба вагона стоят на территории депо в ожидания списания.
- 10 января 2024 года в Хабаровске загорелся 71-623-00 с номером 119. Причина: замыкание проводов и электрооборудования после того, как вагон тронулся с места. Пострадавших не было. В настоящий момент вагон находится в списанном состоянии и прогорел почти полностью кроме нижней части оборудования.
- В ноябре 2024 года, после прохождения капитального ремонта, проведённого на УКВЗ трамвайный вагон модели 71-623-03.01 с бортовым номером 3715 был возвращён в Енакиево. Салон аналогичен 71-628-02, передняя маска от 71-623-04 (2019-2023 годов выпуска). В процессе капитального ремонта установлено новое электрооборудование производства ООО НПФ "АРС-ТЕРМ" (изначально на вагоне было установлено электрооборудование ООО НПП "ЭПРО"). Это первый вагон производства УКВЗ, прошедший капитальный ремонт на заводе-изготовителе и второй вагон производства УКВЗ, оснащённый электрооборудованием этого производителя (первым был 71-628М-02 для Красноярска, если не брать в расчет 71-142.1).

## Фотогалерея

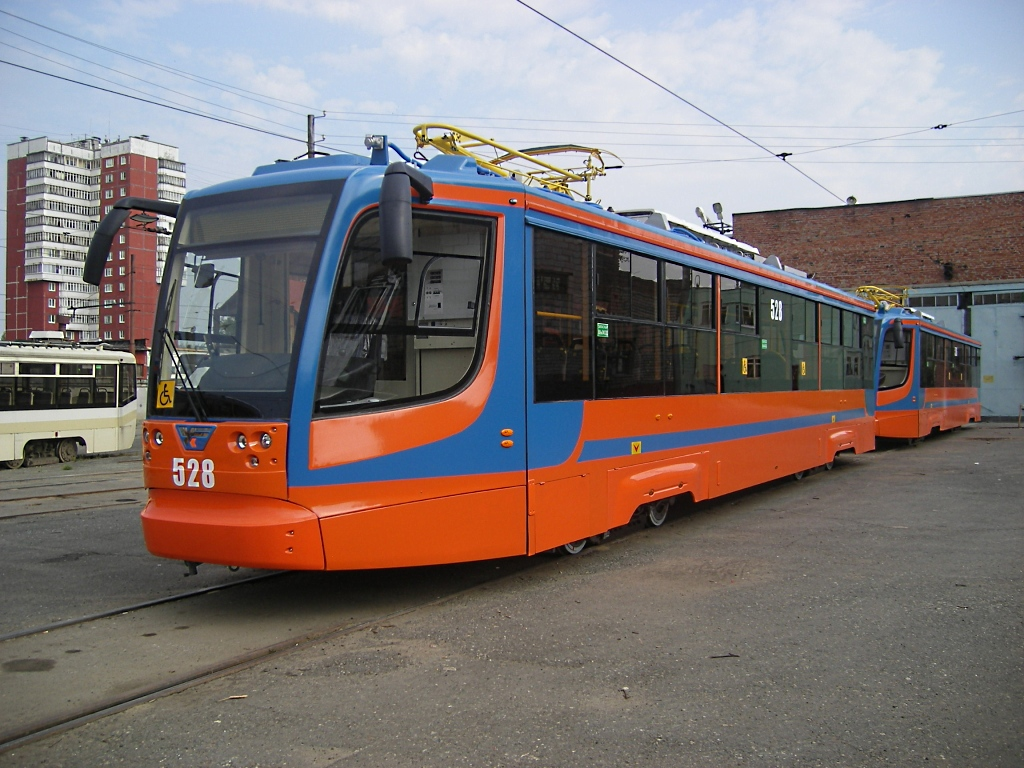
71-623-00 № 528 в Перми, сгоревший в парке «Балатово» в сентябре 2011 года
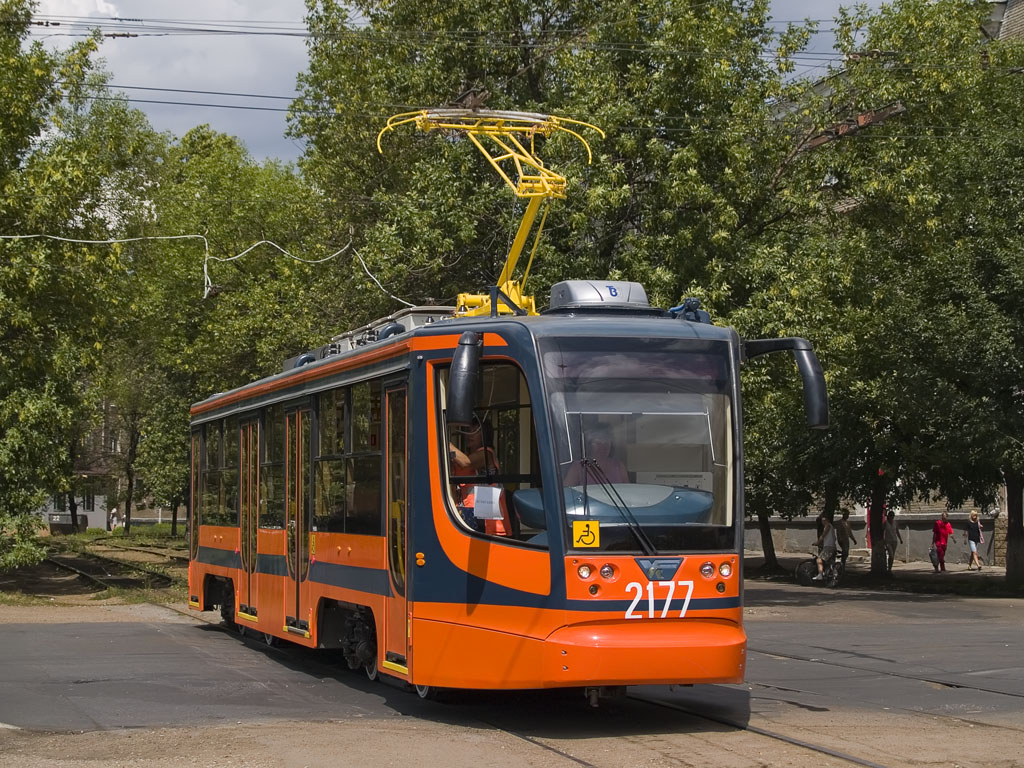
71-623-00 № 2177 в Уфе
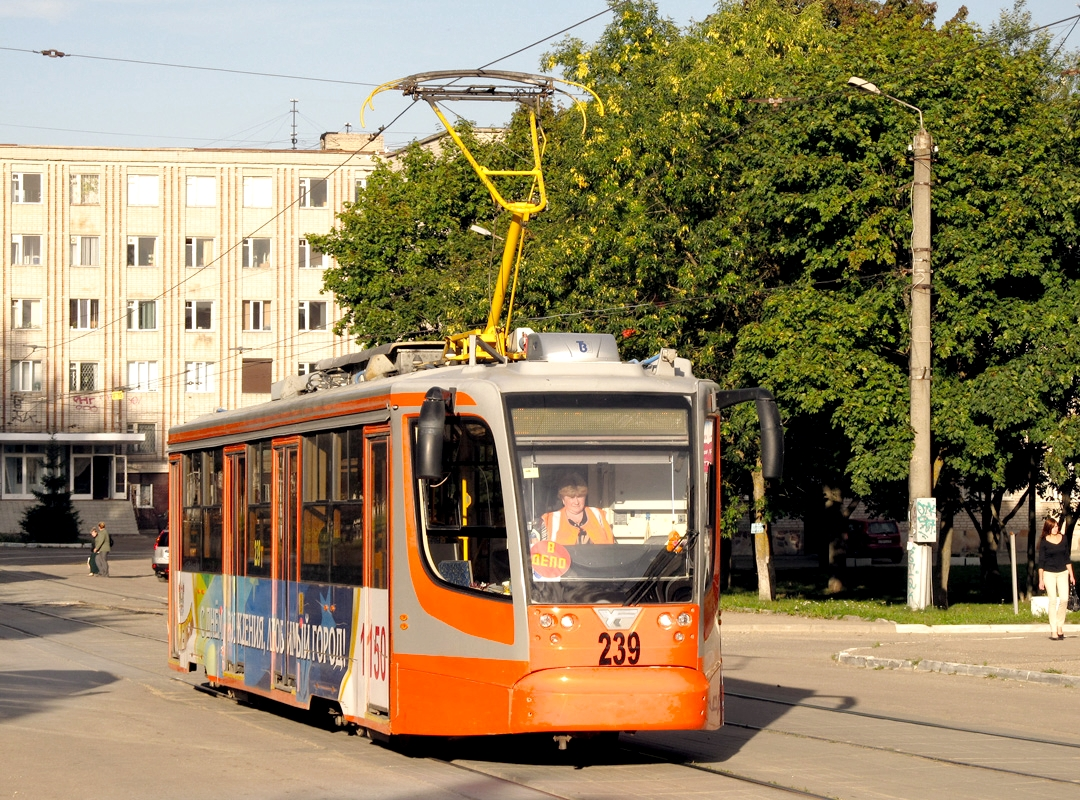
71-623-01 № 239 в Смоленске
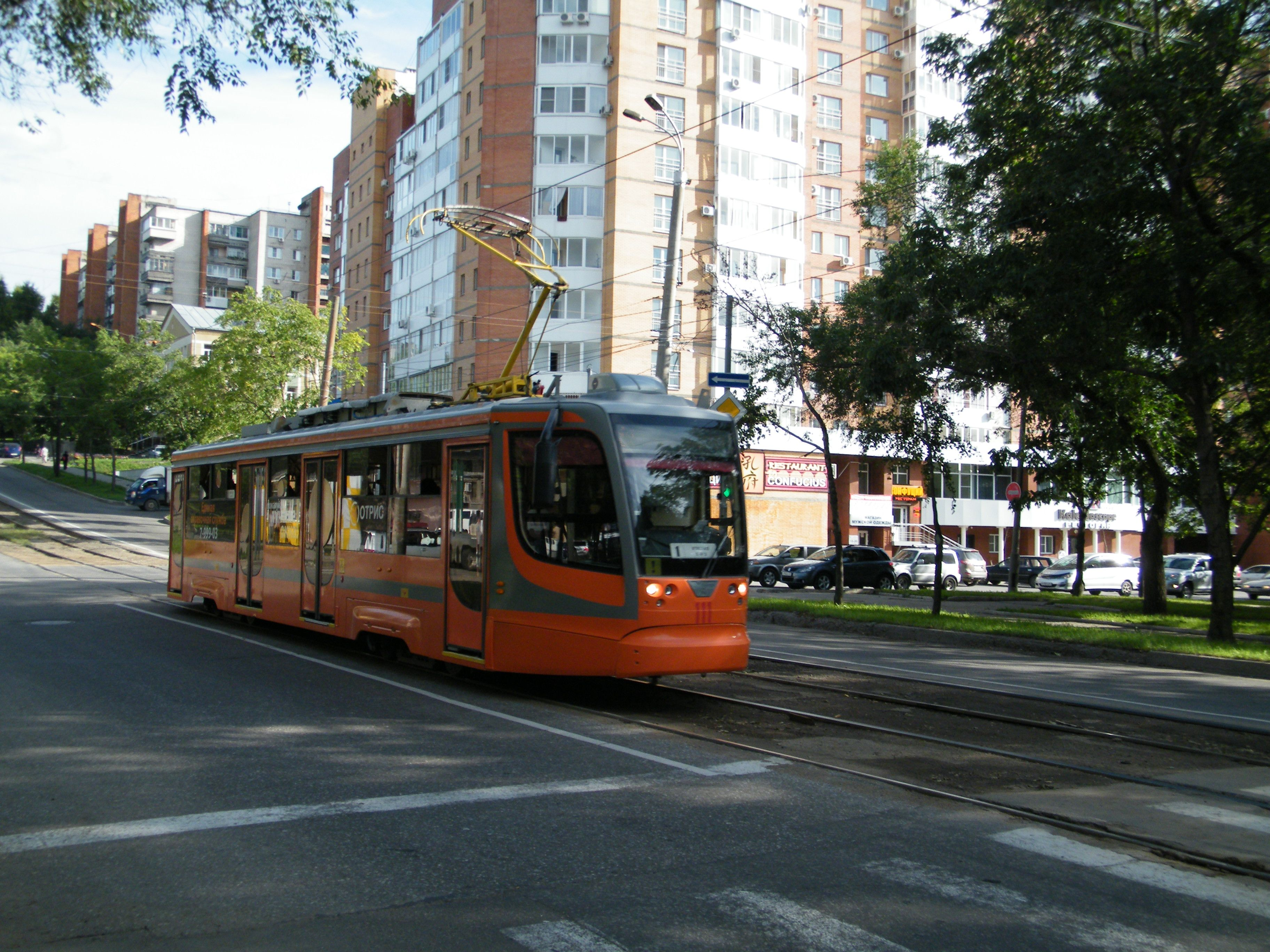
71-623-01 № 111 в Хабаровске
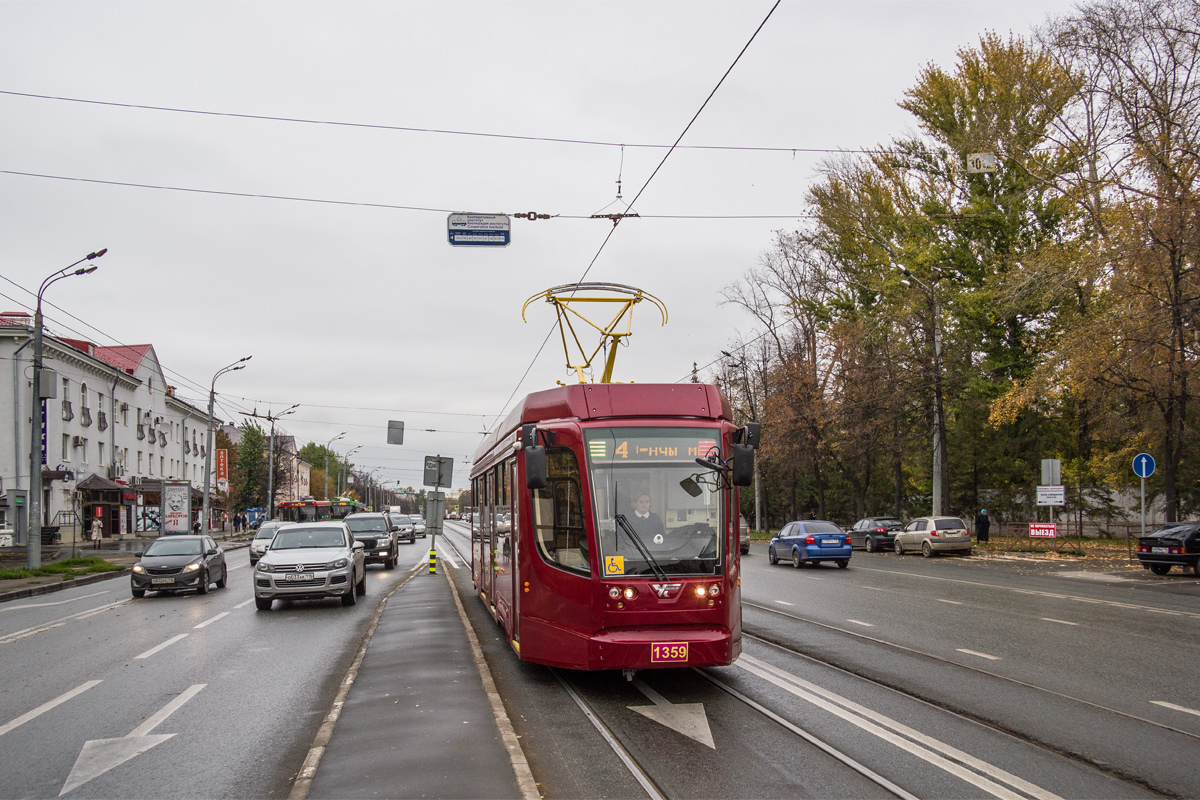
71-623-02 в Казани
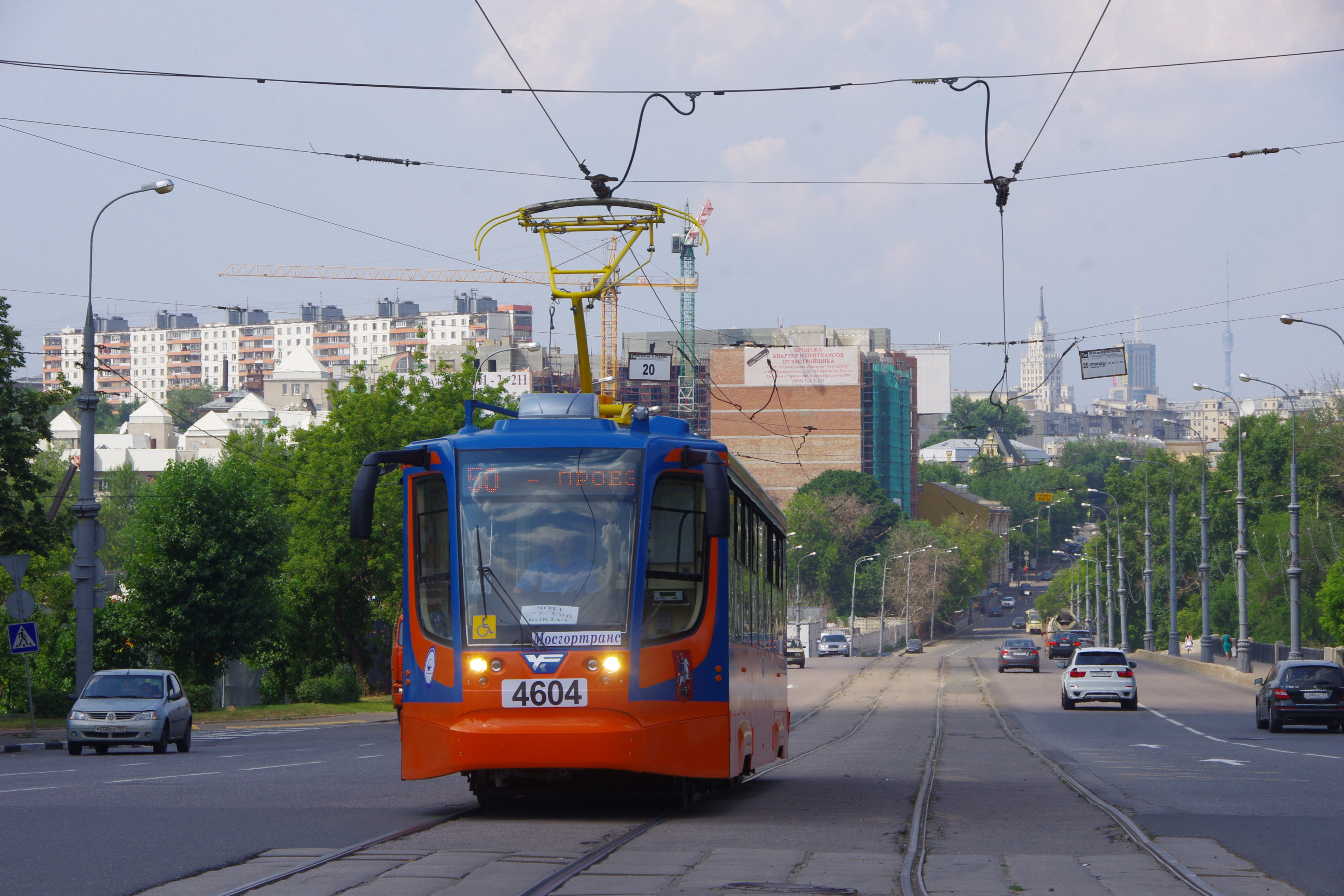
71-623-02 № 4604 в Москве
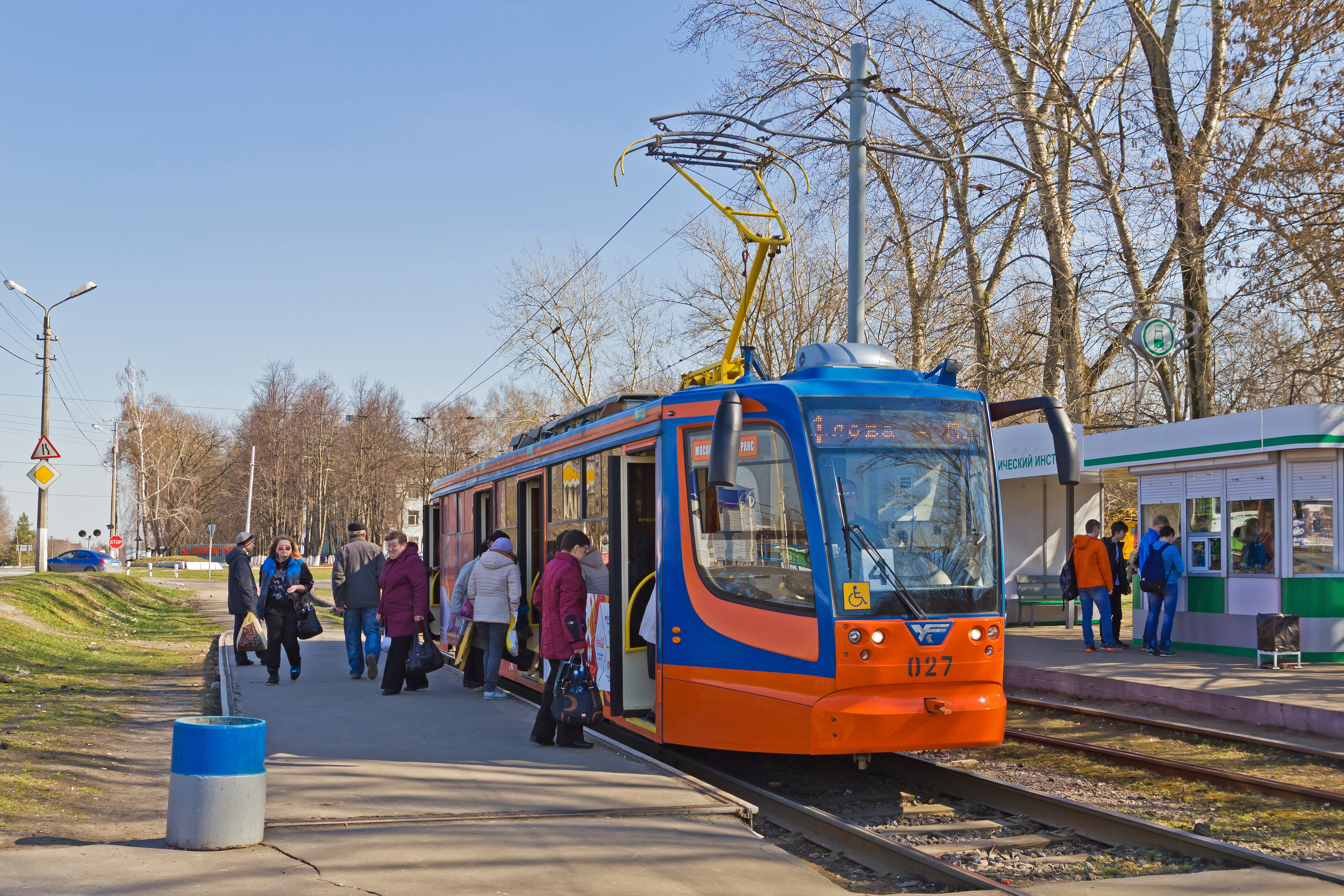
71-623-02 № 027 в Коломне
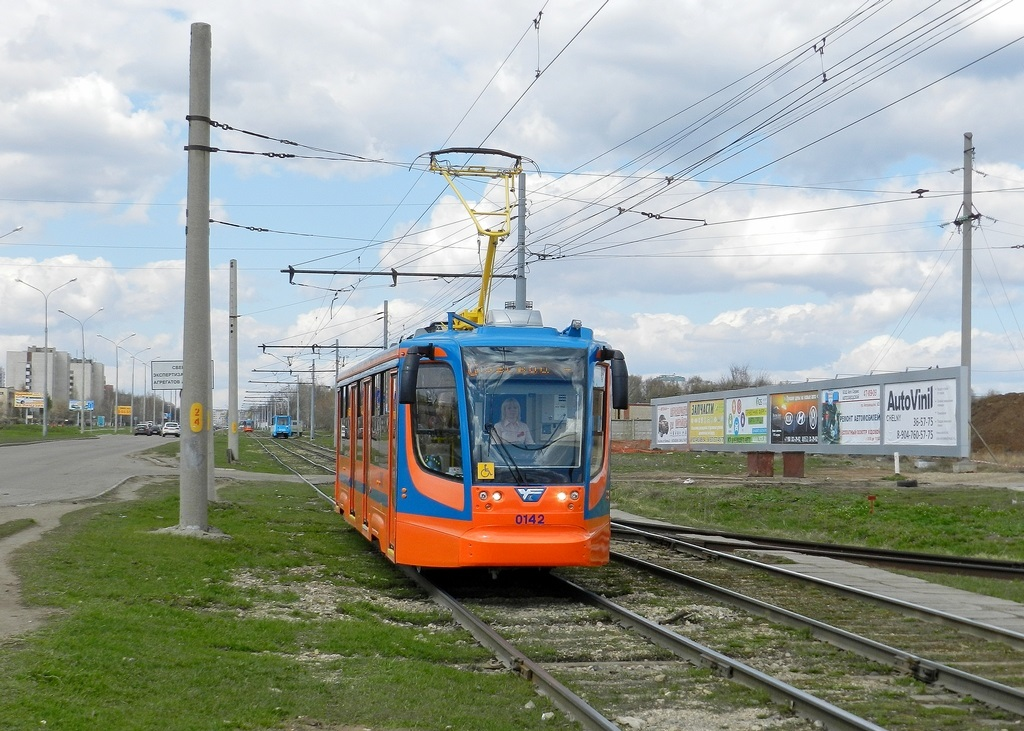
71-623-02 в Набережных Челнах
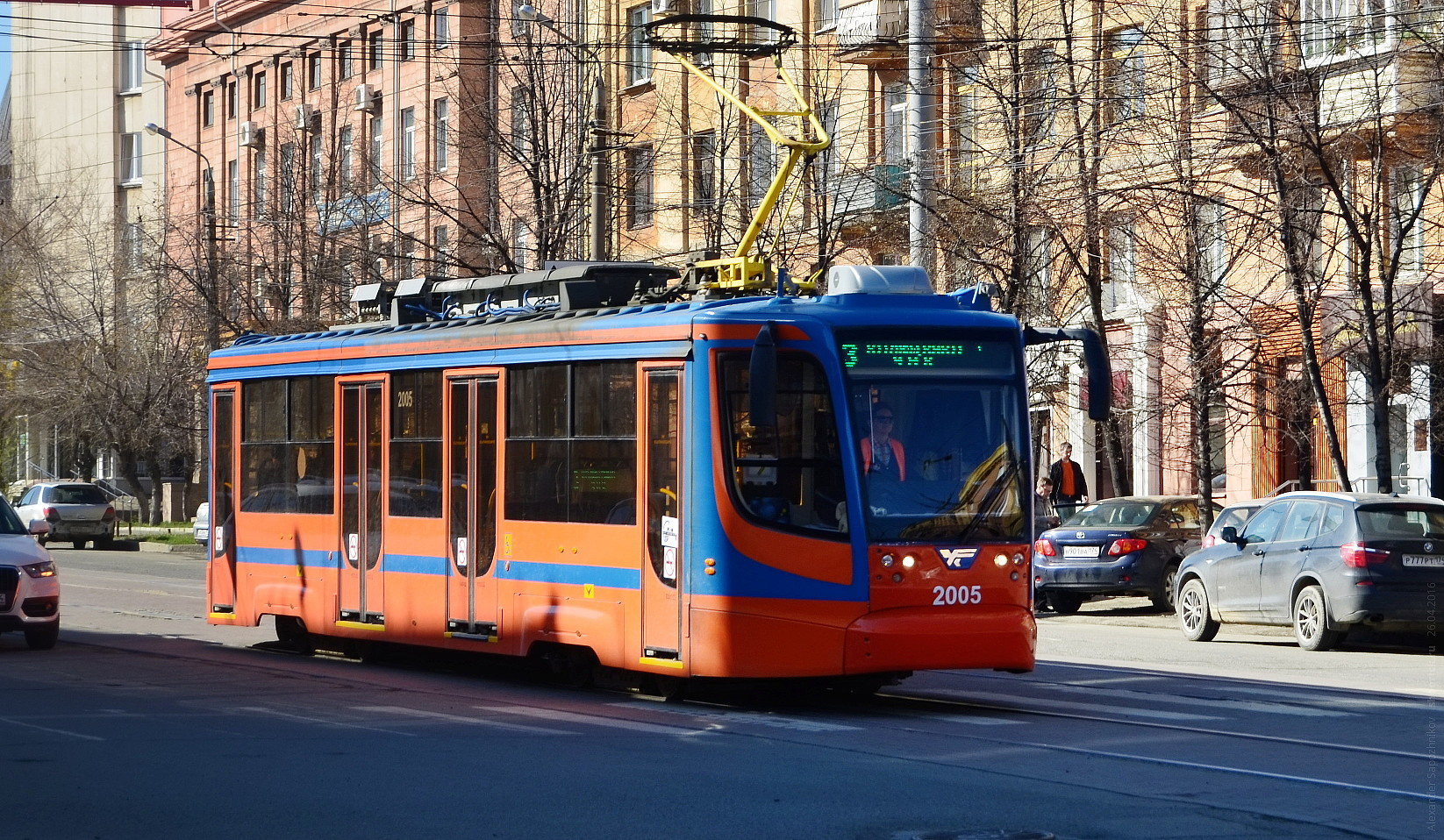
Трамвай 71-623 № 2005 в Челябинске
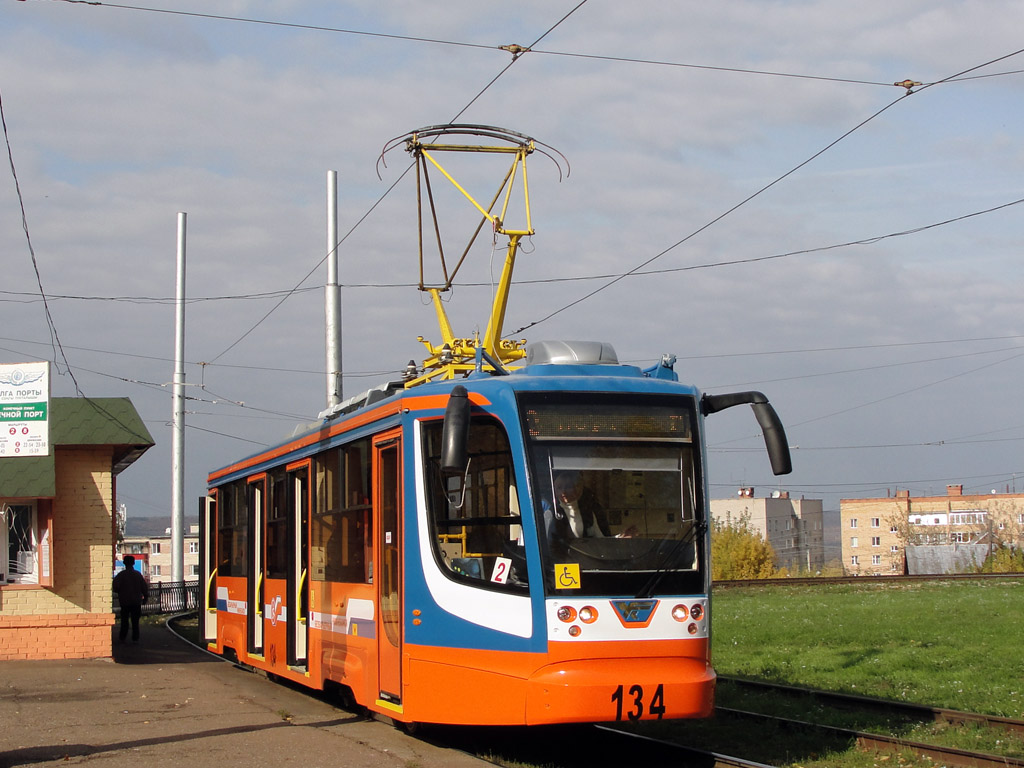
Трамвай 71-623 № 134 в Нижнекамске
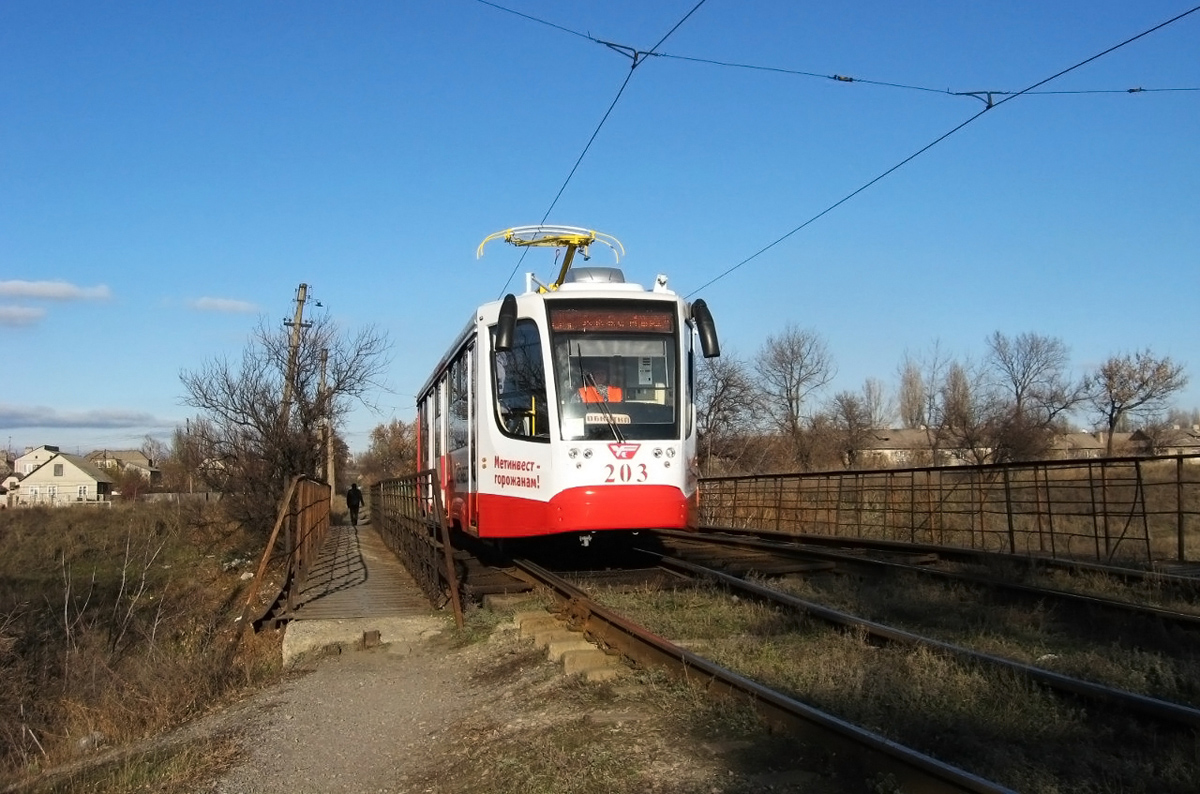
71-623-02 № 203 в Енакиево (ДНР)
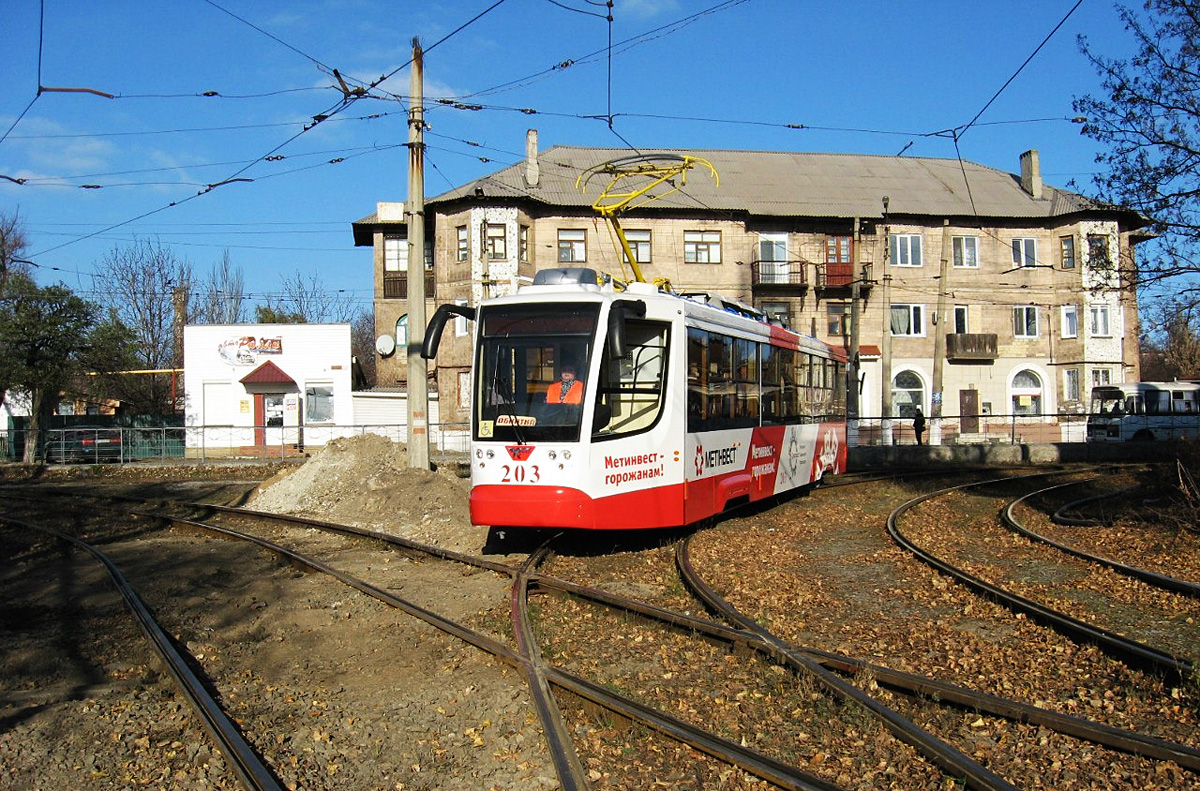
Трамвай 71-623 в Енакиево (ДНР)
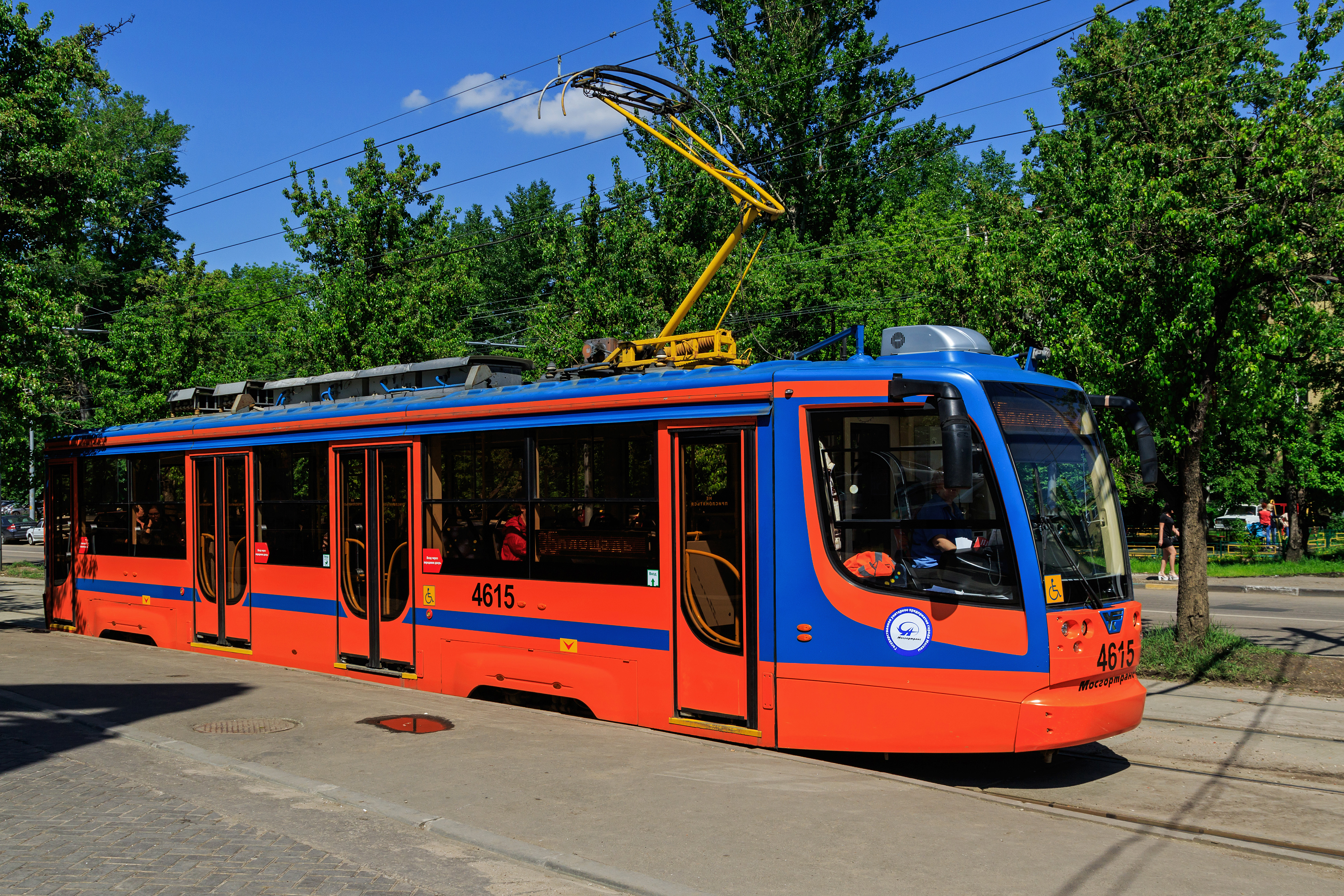
Трамвай 71-623-02 в Москве
СМЕ из 71-623-03 в Санкт-Петербурге